# Kay Beauchamp
Kathleen Mary 'Kay' Beauchamp (* 27. Mai 1899; † 25. Januar 1992) war in den 1920er Jahren eine führende Persönlichkeit in der Kommunistischen Partei Großbritanniens. Sie war Mitgründerin der Zeitung The Daily Worker und Gemeinderätin in Finsbury.

## Biografie

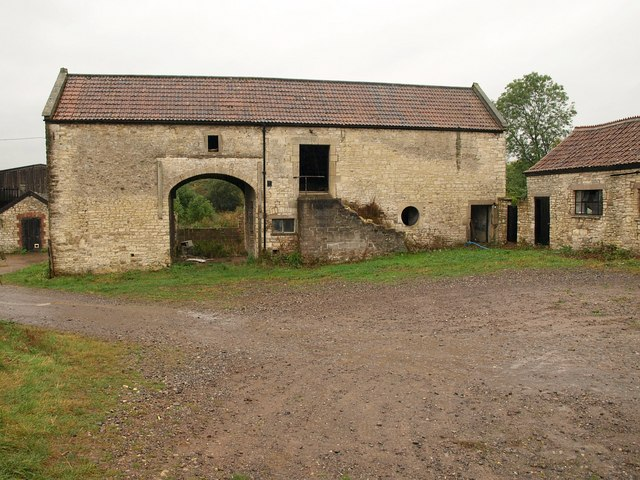
Welton Manor Farm, Midsomer Norton, wo Beauchamp aufwuchs

Beauchamp wurde am 27. Mai 1899 als Tochter einer Bauernfamilie auf der Welton Manor Farm in Midsomer Norton, Somerset, geboren.  Sie war die Schwester von Joan Beauchamp, der späteren Joan Thompson, einer prominente Suffragette und Mitstreiterin von Sylvia Pankhurst. Sie war Mitglied der Beauchamp-Familie, die das Kohlenrevier von Somerset beherrschte, Ihr Vater war der Cousin von Sir Frank Beauchamp und Louis Beauchamp, die in der Gegend Kohleminen besaßen. Ihre Mutter starb 1904, als Kay vier Jahre alt war.
Im Jahr 1924 schloss sie ihr Geschichtsstudium am University College in London ab. Im gleichen Jahr heiratete sie den Buchhändler und Bibliographen Graham Pollard, den Sohn von Professor Albert Pollard.
Sie trat der Kommunistischen Partei bei, für die sie als Internationale Sekretärin tätig war und  gehörte zu den acht Parteimitgliedern, welche die erste Ausgabe des Daily Worker (später The Morning Star) publizierten, die am 1. Januar 1930 erschien und 1941 von der britischen Regierung für 18 Monate verboten wurde. Als Geschäftsführerin wurde sie wegen Missachtung des Gerichts inhaftiert, als die Zeitung die Verurteilung von Wal Hannington, einem arbeitslosen Arbeiterführer, als „abgekartetes Spiel“ bezeichnete.
Beauchamp  war als Lehrerin tätig und engagierte sich auch in der Bildungsabteilung der Kommunistischen Partei. In den 1930er und 1940er Jahren arbeitete sie eng mit Harry Pollitt zusammen und organisierte Hungermärsche, Solidaritätsaktionen für  den Spanischen Bürgerkrieg und die Kampagne für die „Second Front“ im Zweiten Weltkrieg.
Nach dem Krieg wurde sie in den Stadtrat von Finsbury gewählt. Als Internationale Sekretärin der Kommunistischen Partei unternahm sie mehrere Reisen nach Afrika. Sie engagierte sich im 1954 gegründeten „Movement for Colonial Freedom“ (MCF), das im Jahr 1970 in „Liberation“ umbenannt wurde und arbeitete mit Kwame Nkrumah, Jomo Kenyatta und anderen zukünftigen Staatsmännern Afrikas zusammen.
Im Jahr 1972 wurde ihre erste Ehe geschieden und sie heiratete David 'Tony' Gilbert, der von 1976 bis 1991 Generalsekretär von Liberation war. Bis zu ihrem Tod war sie weiterhin in der Politik aktiv. Beauchamp starb am 25. Januar 1992.

## Publikationen von Kay Beauchamp
- Leninism ~ a syllabus (1940)
- Our Borough - an introductory discussion syllabus. On the government of the borough of Finsbury (1945)
- Canvassing (1945)
- Fascism and how to defeat it (1959)
- We can get those deep shelters (1961)
- Black citizens (1973)
- Report of Liberation Conference to isolate and defeat racism (1977)
- One race, the human race (1979)
- Ethiopia: An African Giant Awakens [Mitherausgeber Tony Gilbert] (1985), ISBN 978-0-905405-08-7
- Racism: A Threat to World Peace – [Mitherausgeberin Amanda Mensah] (1986), ISBN 978-0-905405-16-2
- Ring Around the Carnival [Mitherausgeberin Maggie Chetty] (1986), ISBN 978-0-905405-17-9